# Panther Mountain
Panther Mountain är ett berg i Kanada.   Det ligger i provinsen Alberta, i den centrala delen av landet, 3 000 km väster om huvudstaden Ottawa. Toppen på Panther Mountain är 2 943 meter över havet, eller 616 meter över den omgivande terrängen. Bredden vid basen är 10,3 km. Panther Mountain ingår i Palliser Range.
Terrängen runt Panther Mountain är huvudsakligen kuperad. Trakten runt Panther Mountain är nära nog obefolkad, med mindre än två invånare per kvadratkilometer.. Det finns inga samhällen i närheten. 
Trakten runt Panther Mountain består i huvudsak av gräsmarker.